# Sowjetischer Garnisonsfriedhof Eberswalde

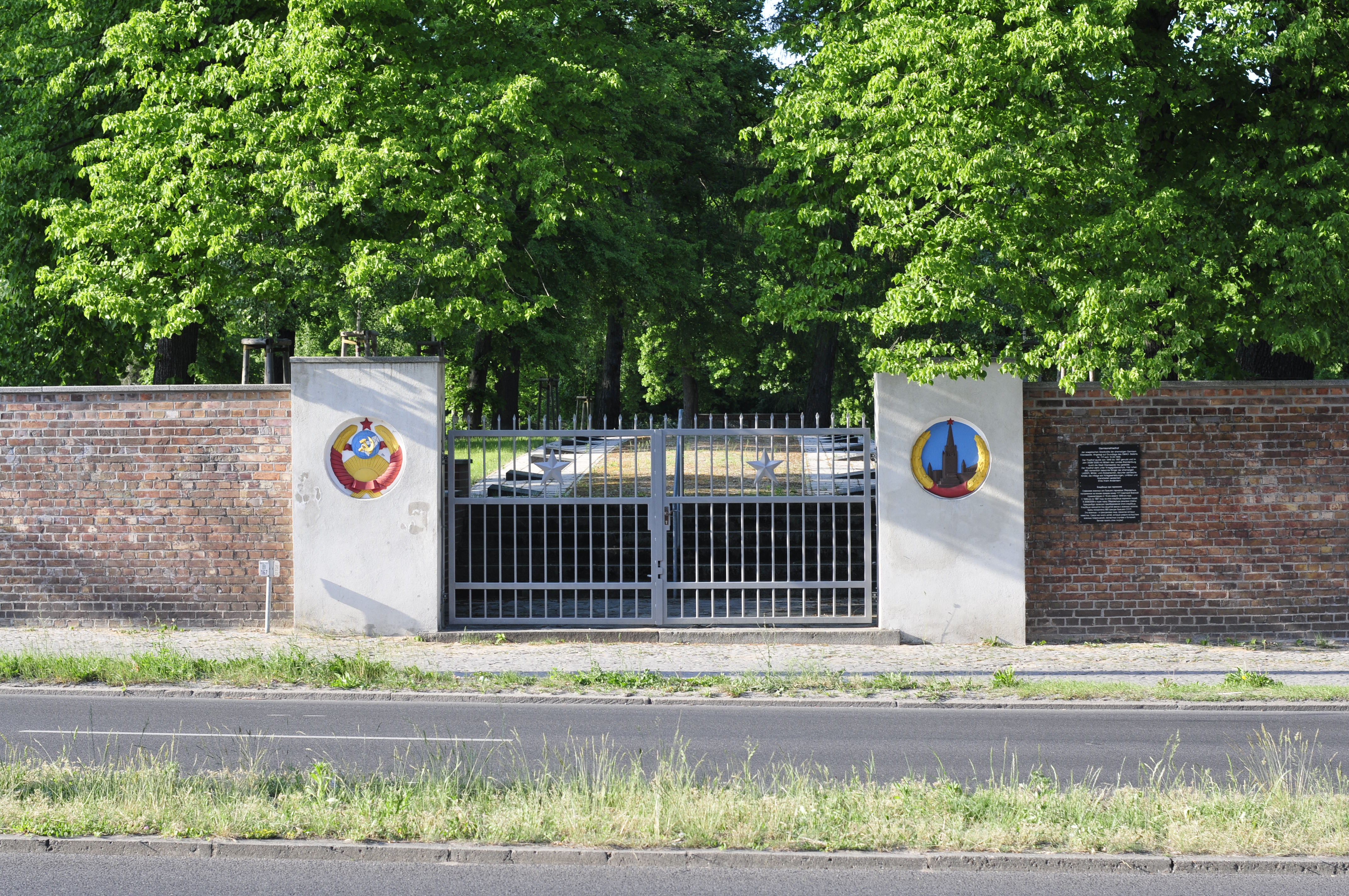
Haupteingang zum Sowjetischen Garnisonsfriedhof (2012)

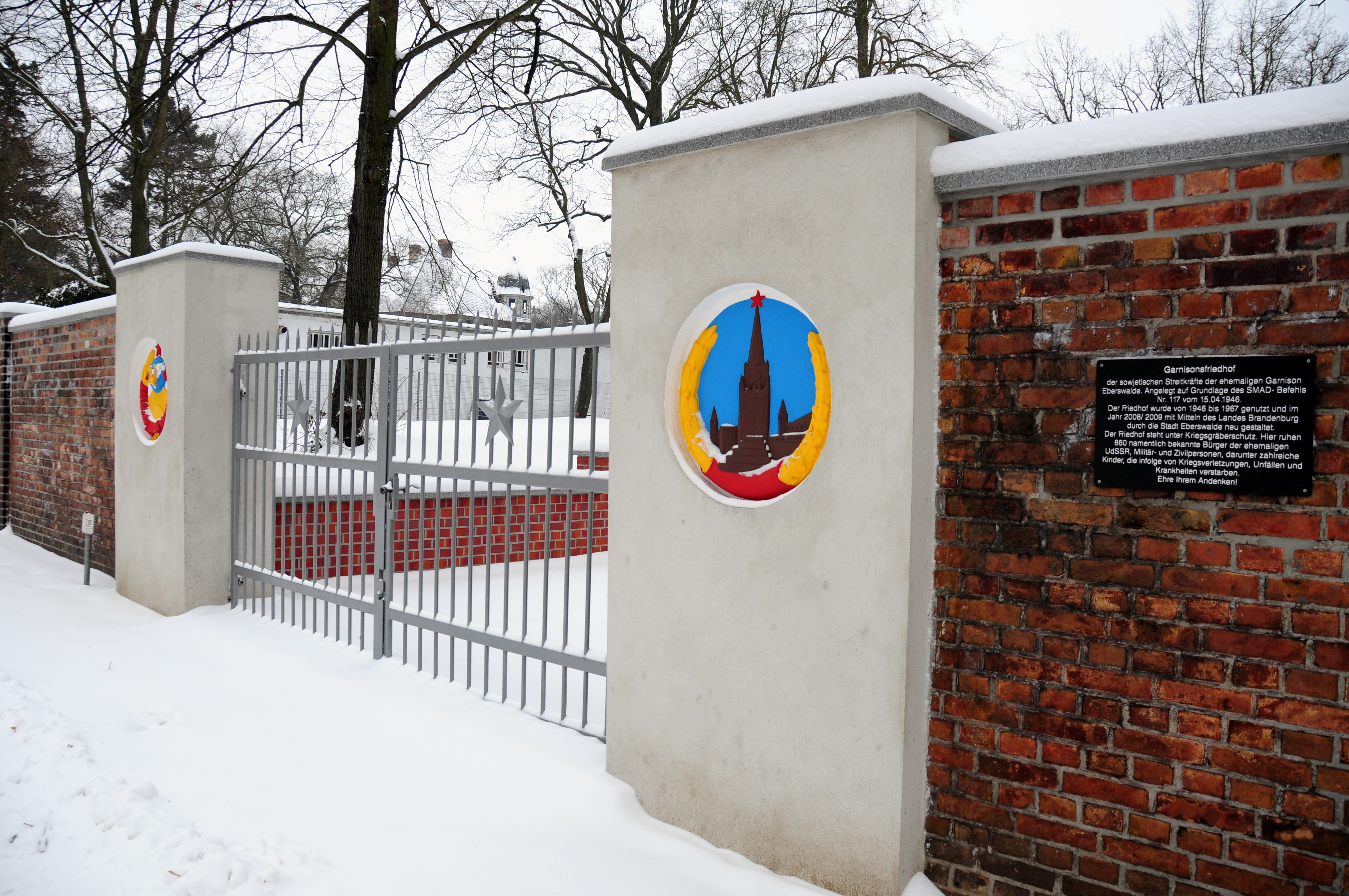
Haupteingang 2010; die Gedenktafel war zu diesem Zeitpunkt nur auf Deutsch.

Der Sowjetische Garnisonsfriedhof Eberswalde wurde auf Befehl Nr. 117 des Kommandierenden der SMAD, Wassili Danilowitsch Sokolowski, vom 15. April 1946 errichtet. Dieser Befehl beinhaltete die Errichtung und Unterhaltung „besonderer Friedhöfe für die Bürger der UdSSR“. Die Anlage eines solchen Friedhofes in Eberswalde wurde im Befehl ausdrücklich gefordert. Ab 1946 wurde der Friedhof genutzt, bis ca. 1949 wurde er fertiggestellt. Der Friedhof wurde in den Jahren 1956 und 1963 erweitert. Bis 1967 wurden 860 namentlich bekannte Personen bestattet. Dies waren neben Militärangehörigen auch Zivilpersonen, darunter zahlreiche Kinder. Die Toten waren aufgrund Kriegsverletzungen, Unfällen oder Krankheiten verstorben.
Der Garnisonsfriedhof befindet sich im Ortsteil Westend an der Heegermühler Straße (B 167) zwischen Bahnhof und Westendkino an der nördlichen Seite der Straße. Die angrenzenden Grundstücke sind ein Park sowie eine Gaststätte.

## Geschichte

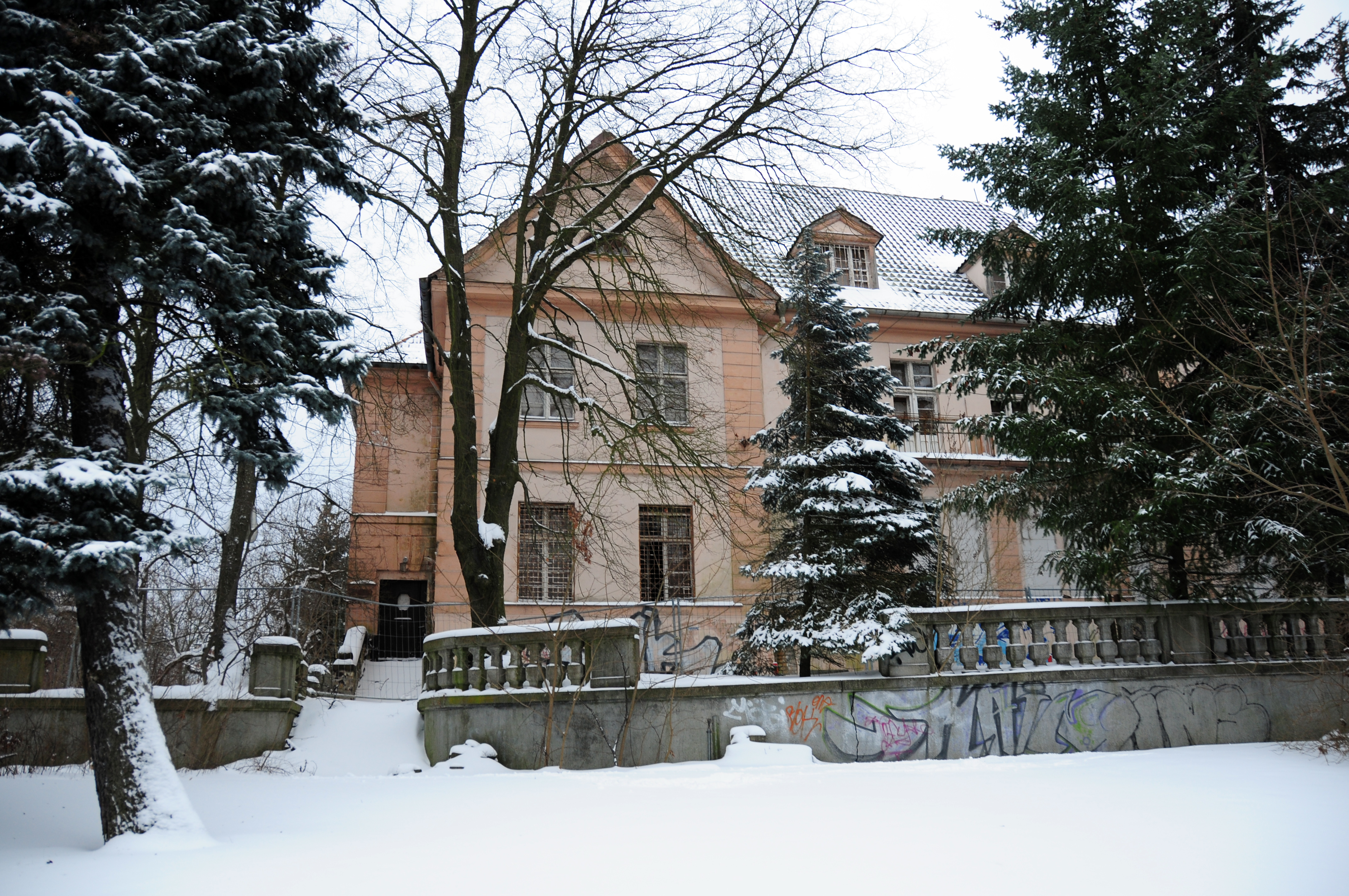
Villa in der Eisenbahnstraße 6, heute Baudenkmal, bis 1993 Wohnung sowjetischer Offiziere

Bereits preußisches Militär der Garnison Kolberg war von 1717 bis 1732 in der damaligen Neustadt-Eberswalde stationiert. Vor und im Zweiten Weltkrieg waren in Eberswalde zahlreiche Militäreinheiten stationiert. Viele dieser Immobilien wurden im Mai 1945 direkt von der Roten Armee übernommen, zusätzlich auch zahlreiche Wohngebäude der Stadt sowie repräsentative Villen für hohe Offiziere. Teile des Wachregiments Feliks Dzierzynski der DDR waren ebenfalls in Eberswalde stationiert.
Die sowjetischen Truppen auf dem Territorium der DDR (Westgruppe der Truppen, WGT) belegten 777 Kasernenanlagen an 276 Orten. Dies schloss 47 Flugplätze und 116 Übungsplätze mit ein. Die WGT zählte im Januar 1991 nach eigenen Angaben 337.800 Soldaten in 24 Divisionen, verteilt auf fünf Landarmeen und eine Luftarmee. Dazu kamen noch 208.400 Familienangehörige von Offizieren sowie Zivilangestellte, darunter befanden sich etwa 90.000 Kinder. Eberswalde war Stationierungsort der 20. Gardearmee, zu dieser gehörten:
Landstreitkräfte:
- 35. Motorisierte Schützendivision (Krampnitz bei Potsdam)
- 90. Garde-Panzerdivision (Bernau bei Berlin)
  - 400. Panzerartillerieregiment
- 6. Garde-Motorisierte Schützenbrigade (Berlin-Karlshorst)
- 34. Artilleriedivision (Potsdam)
- 41. Hubschrauberstaffel (Finow)
- 337. Kampfhubschrauberregiment (Mahlwinkel)
- 487. Kampfhubschrauberregiment (Templin)

Luftstreitkräfte:
- 787. Jagdfliegerregiment (Finow)

Die sowjetischen Truppen stellten gegen Ende der 1980er Jahre mehr als ein Drittel der Bevölkerung von Eberswalde, der Garnisonsfriedhof erreichte schon Ende der 1960er Jahre seine maximale Auslastung und wurde deshalb geschlossen. Zahlreiche Gräber befinden sich deshalb heute noch hinter dem Friedhof in einer Parkanlage. In Eberswalde waren bis zu zwischen 25.000 und 30.000 Militärangehörige und fast ebenso viele Zivilisten incl. Kinder aus der UdSSR stationiert. Nach der Schließung des Garnisonsfriedhofes wurden die Toten meist in ihre Heimat überführt, einige wurden auf dem Waldfriedhof Eberswalde beigesetzt.

## Gedenken an Piloten

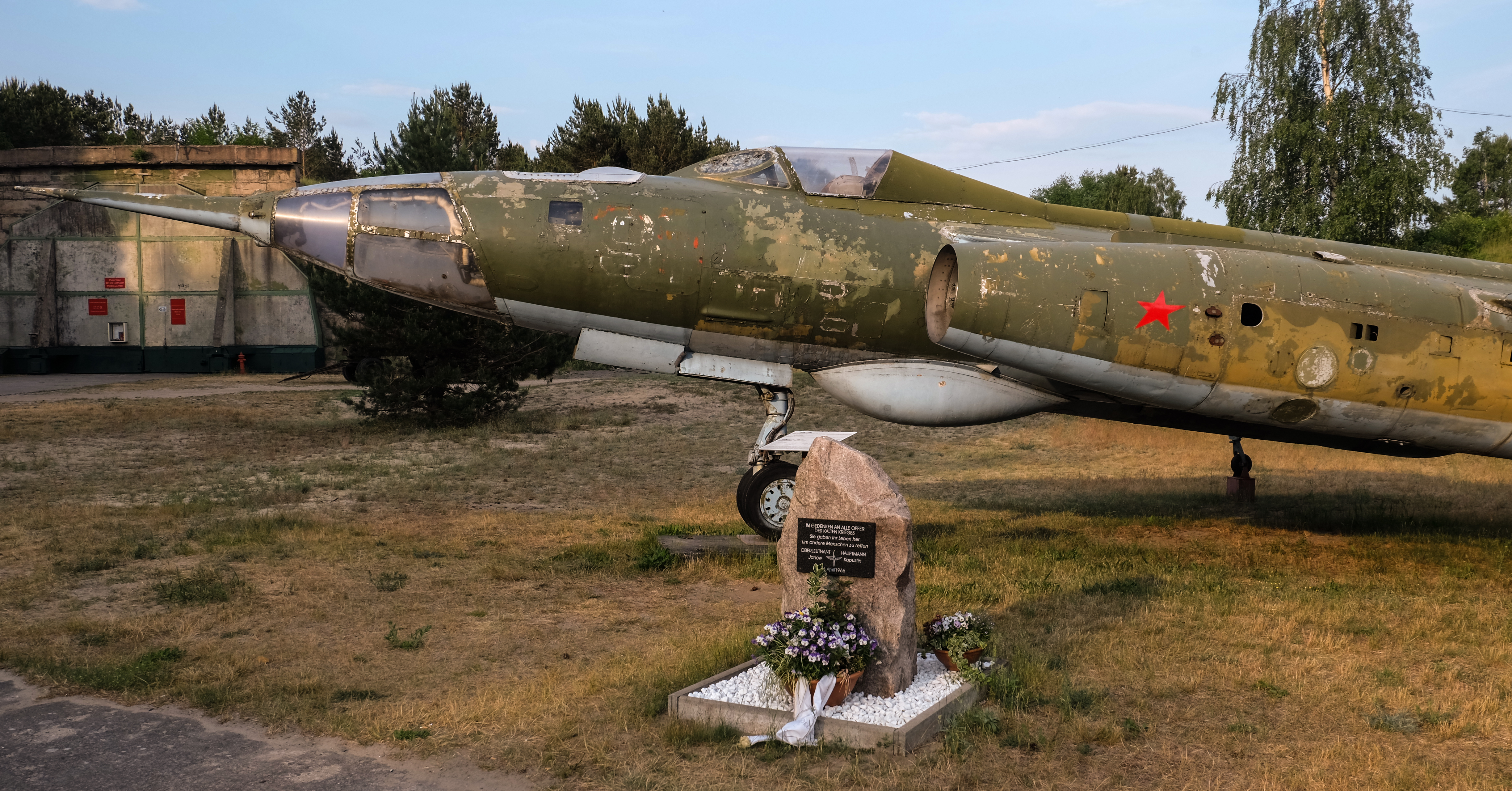
Baugleiche JAK-28R im Luftfahrtmuseum Finowfurt

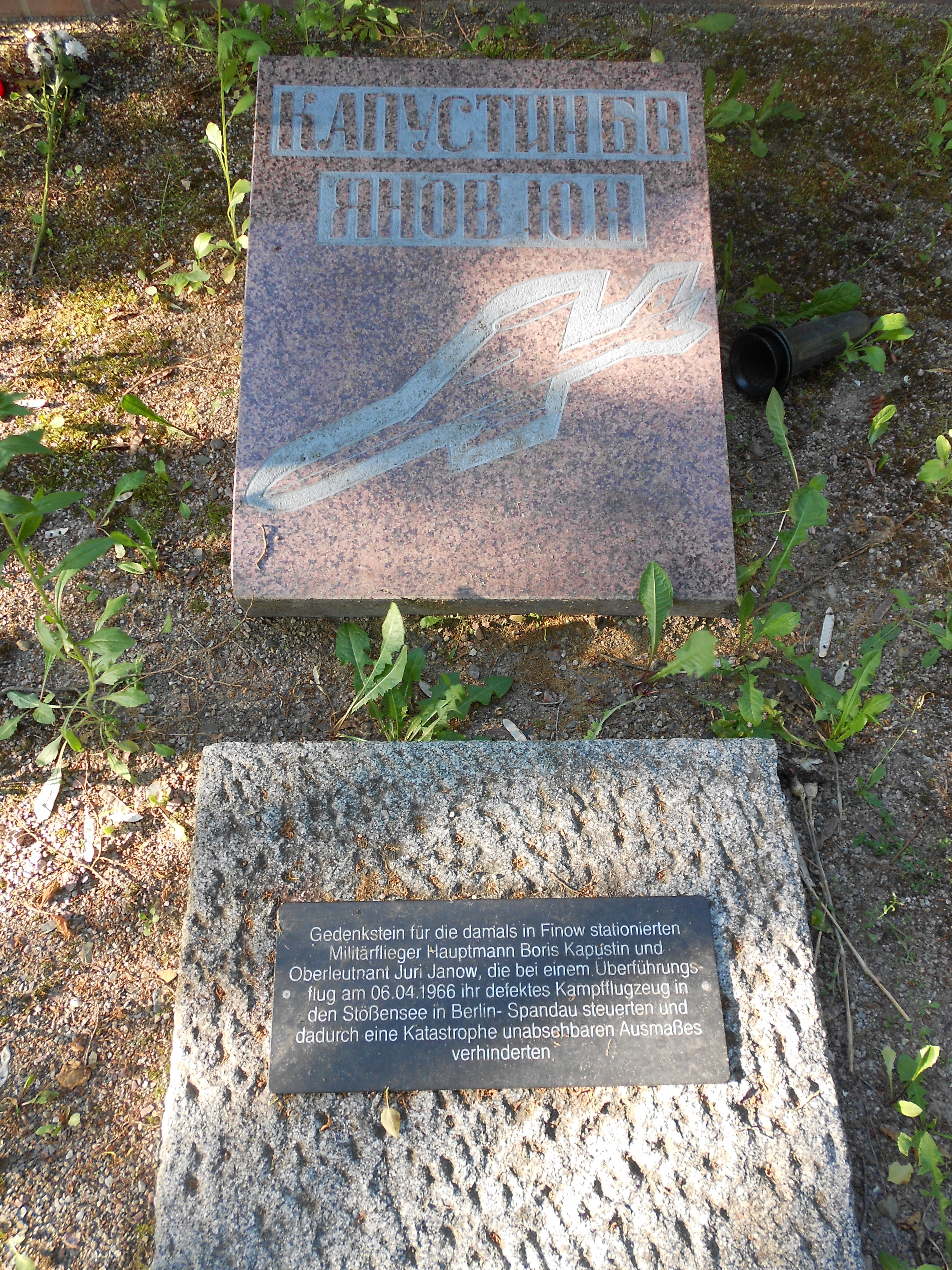
Gedenkstein für die Piloten Kapustin und Janow

Auf dem Friedhof sind zahlreiche Piloten durch Grabsteine geehrt. Jeweils mehrere Armeeangehörige mit gleichem Todesdatum haben einen gemeinsamen Grabstein, verziert mit Jagdflugzeugen. Besondere Bekanntheit erreichten Hauptmann Boris Wladislawowitsch Kapustin und Oberleutnant Juri Nikolajewitsch Janow, die bei einem Überführungsflug ihr defektes Kampfflugzeug vom Typ JAK-28 in den Stößensee im damaligen Westberlin lenkten, um die Maschine nicht über bewohntem Gebiet abstürzen zu lassen. Der Überschallaufklärer der 16. Luftarmee sollte bereits drei Tage vorher nach Köthen überführt werden, es ergaben sich aber technische Probleme, weshalb die überraschende Landung in Finow erfolgte.
Nach drei Tagen Reparatur am Antrieb wurde am 6. April 1966 der Start gestattet. Das Flugzeug erreichte 4000 Meter Höhe, dann fielen beide Triebwerke aus. Die Piloten erhielten vom Boden die Genehmigung, sich per Schleudersitz in Sicherheit zu bringen, suchten jedoch eine Stelle zur Notwasserung. Während die Piloten erst drei Tage später geborgen wurden, bauten britische Militärtaucher – der Stößensee lag im britischen Sektor von Berlin – eilends viele Teile aus dem damals modernen Flugzeug aus.
Die beiden Soldaten wurden in ihren Heimatorten Rostow am Don und Rjasan bei Moskau beerdigt. Ein Gedenkstein für beide wurde 1979 im Stadtpark Finow enthüllt. In der Mitte der Gedenksteine des Garnisonsfriedhofes erinnert eine Inschrift und ein Gedenkstein an die beiden Piloten. Die 75-jährige Witwe Galina Kapustina wollte zur Gedenkfeier anlässlich des 44. Jahrestag des Absturzes anreisen, konnte dies aber aus gesundheitlichen Gründen nicht tun.
Zu DDR-Zeiten war über Flugzeugverluste, tödliche Unfälle in der Sowjetarmee oder das Unglück der JAK-28 in Westberlin nichts bekannt.

## Rekonstruktion

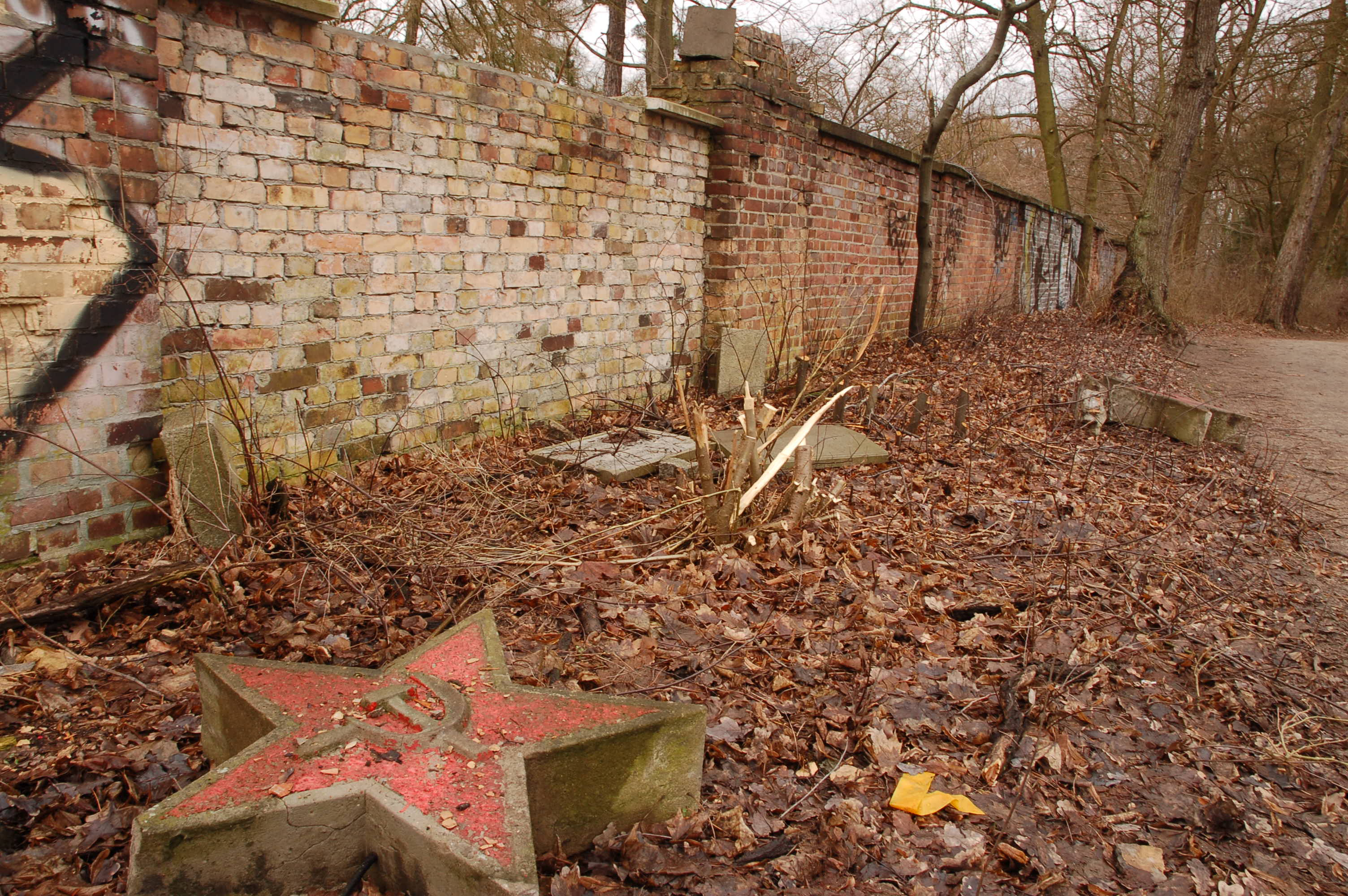
Zustand der östlichen Friedhofsmauer am 27. Februar 2009, drei Tage vor Beginn der Rekonstruktionsmaßnahmen

Nach Abzug der Westgruppe der sowjetischen Streitkräfte im Jahr 1994 wurde der Friedhof für die Öffentlichkeit geschlossen, da der Besucherverkehr wegfiel. Der Friedhof wurde nun durch die Mitarbeiter der Stadt Eberswalde gepflegt. Aufgrund des schlechten Zustandes der Anlage plante die Stadt eine Sanierung der Anlage, dazu war eine Genehmigung der Botschaft der Russischen Föderation erforderlich, welche 2007 erteilt wurde. Ab Frühjahr 2009 wurde der Friedhof grundlegend saniert und umgestaltet. Diese Rekonstruktion kostete 336.100 Euro, welche aus Fördermitteln des Landes Brandenburg bezahlt wurden. Die Wiedereröffnung des rekonstruierten Friedhofes erfolgte am 10. September 2009.
Von ehemals 250 Grabsteinen wurden zehn als besonders erhaltenswert eingestuft und aufgearbeitet. Außerdem wurden 54 Pultsteine aus poliertem Gabbro angefertigt, die die Namen derer, deren Grablage bekannt ist, enthalten. Alle übrigen Namen sind auf den vier Gedenktafeln an der nördlichen Begrenzung des Friedhofes verewigt. Ein polierter Gedenkobelisk aus Gabbro, ein Hartgestein, wurde zusätzlich neu angefertigt und aufgestellt. Dieser trägt jeweils auf zwei Seiten die deutsche und russische Inschrift:

«Никто и ничто не исчезает бесследно»

„Niemand und nichts verschwindet spurlos“

und ist auf allen Seiten mit einem roten Stern verziert.

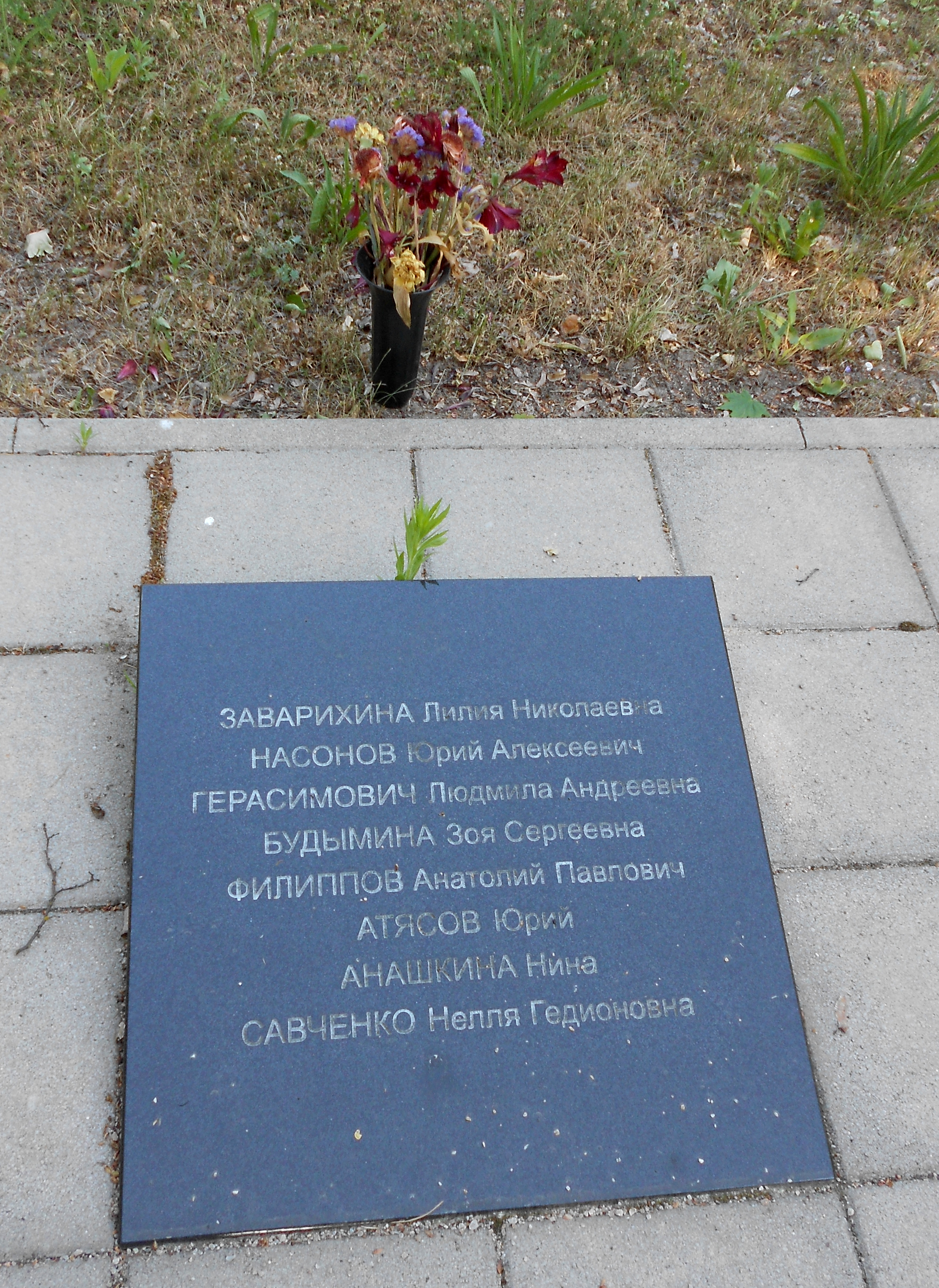
Einer der neuen Pultsteine, 2012
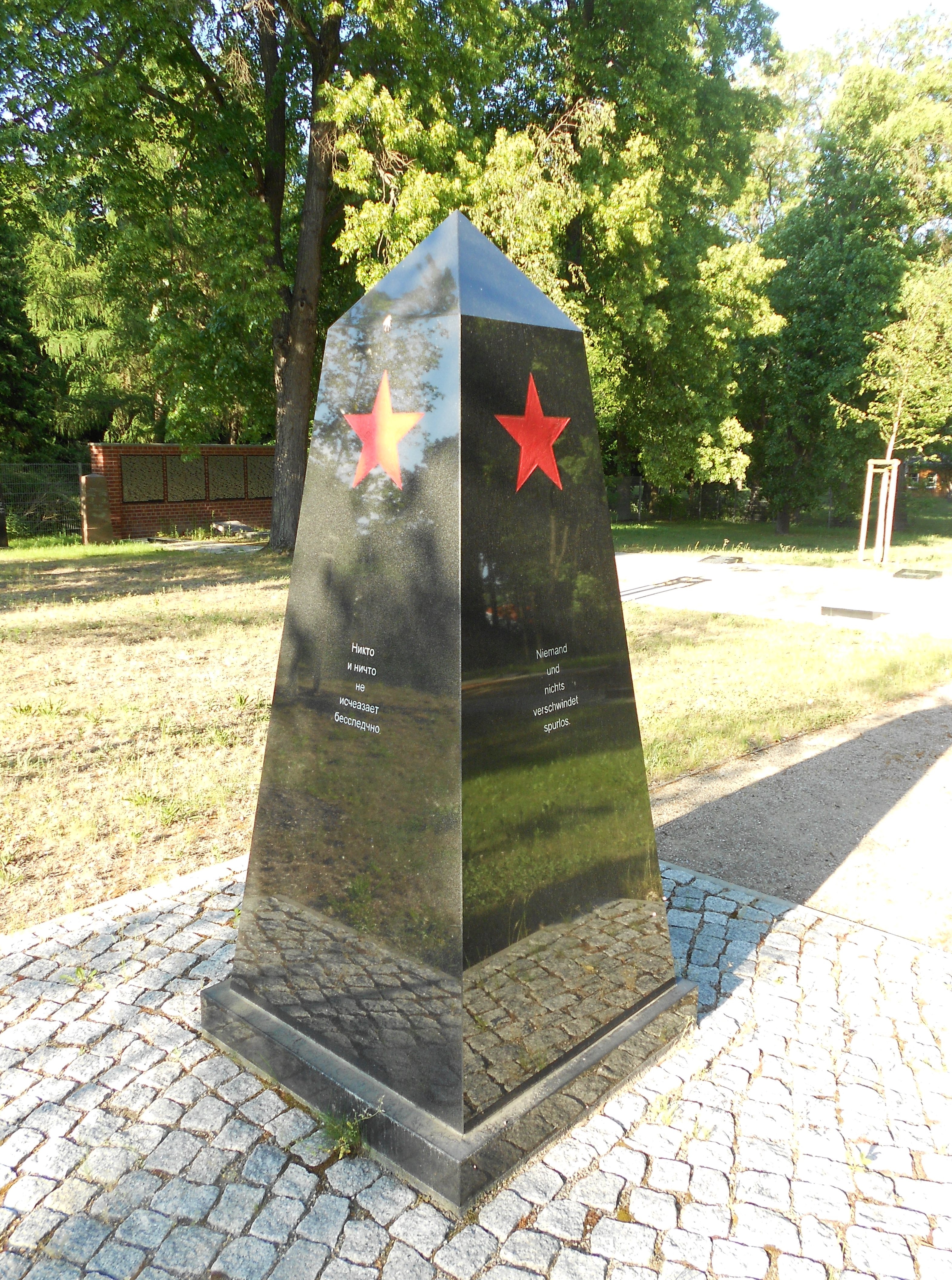
Obelisk aus Gabbro mit Rotem Stern
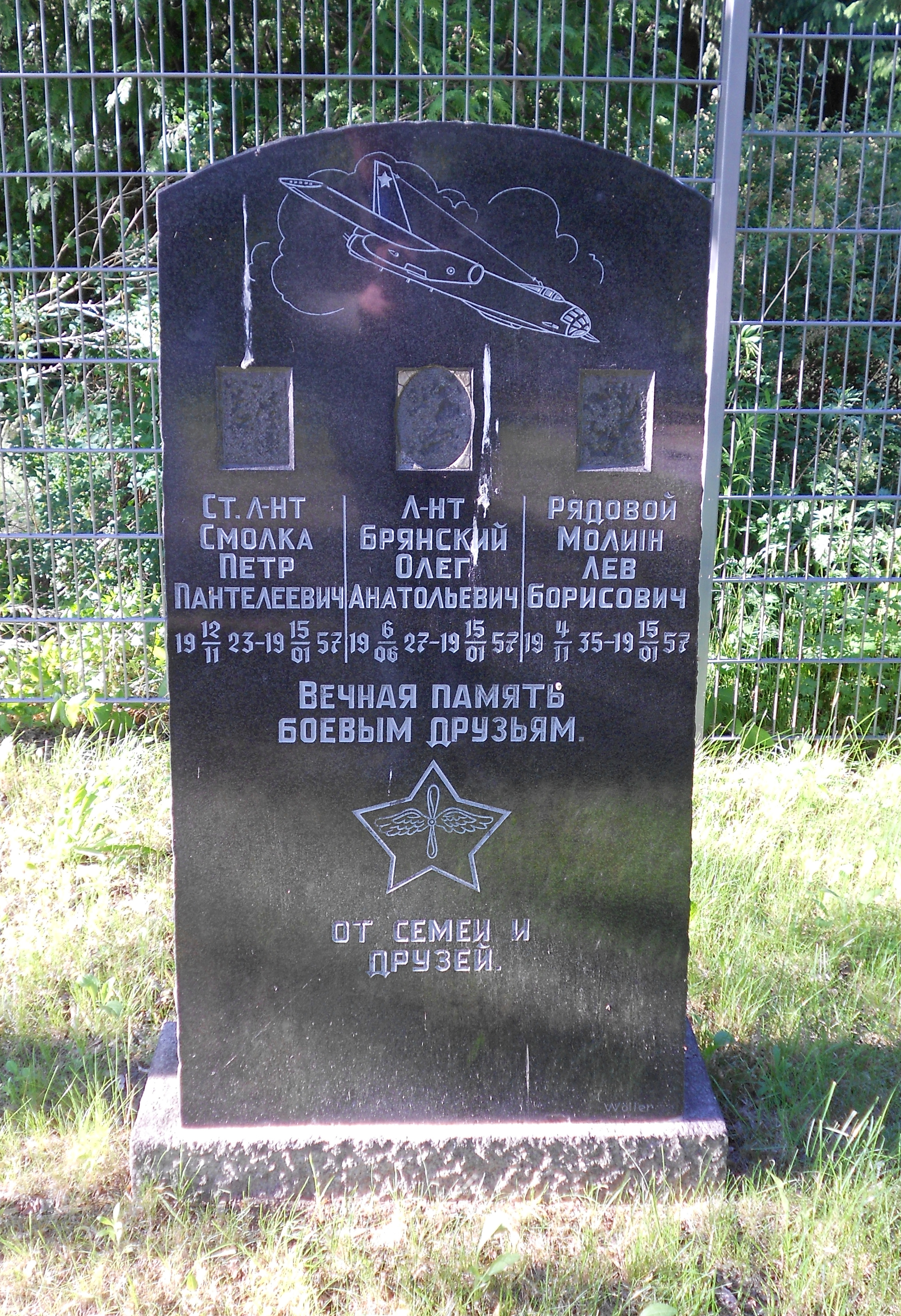
Einer der typischen Fliegergedenksteine
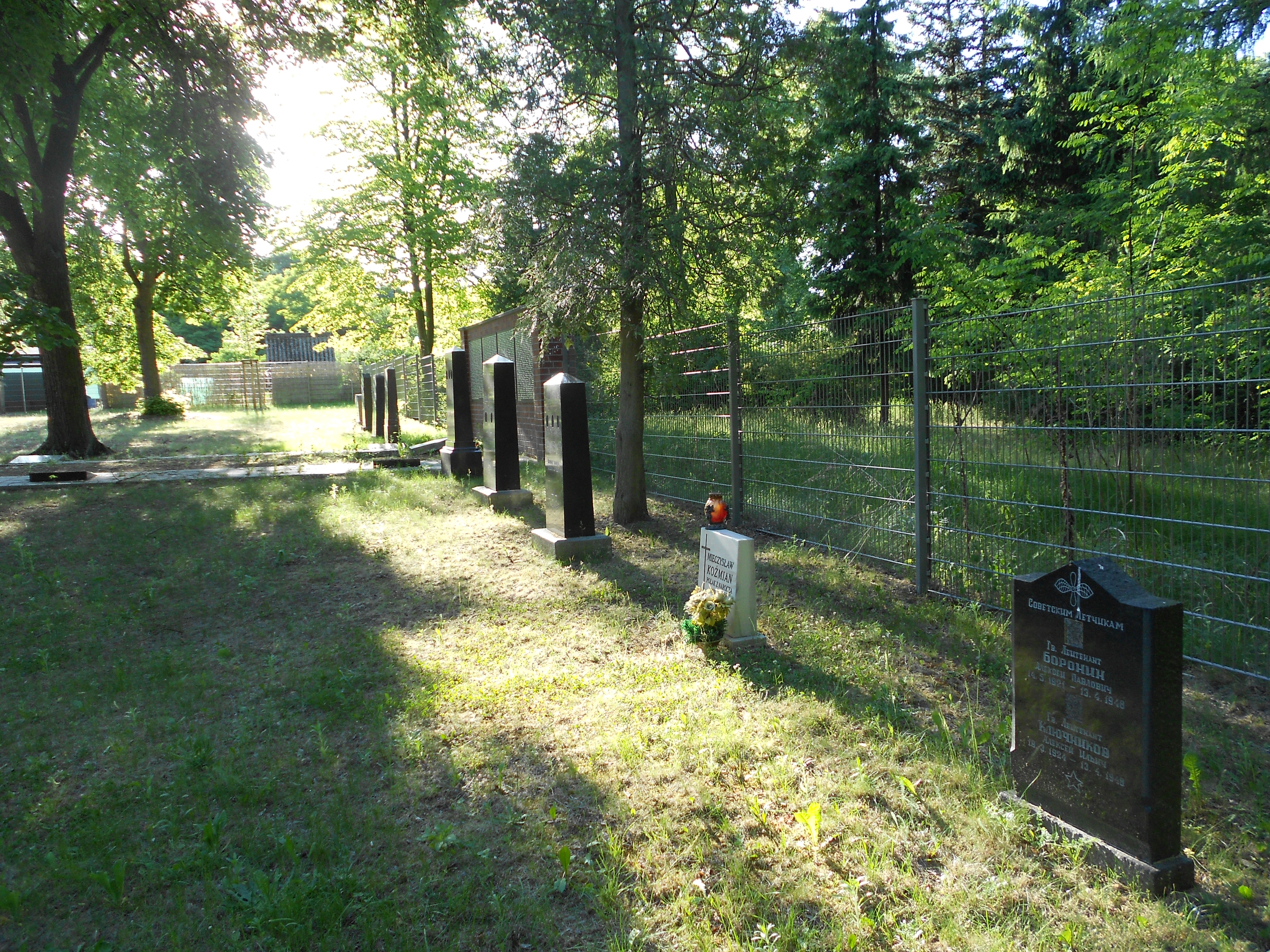
Nördlicher Abschluss des Friedhofes mit Einzelsteinen
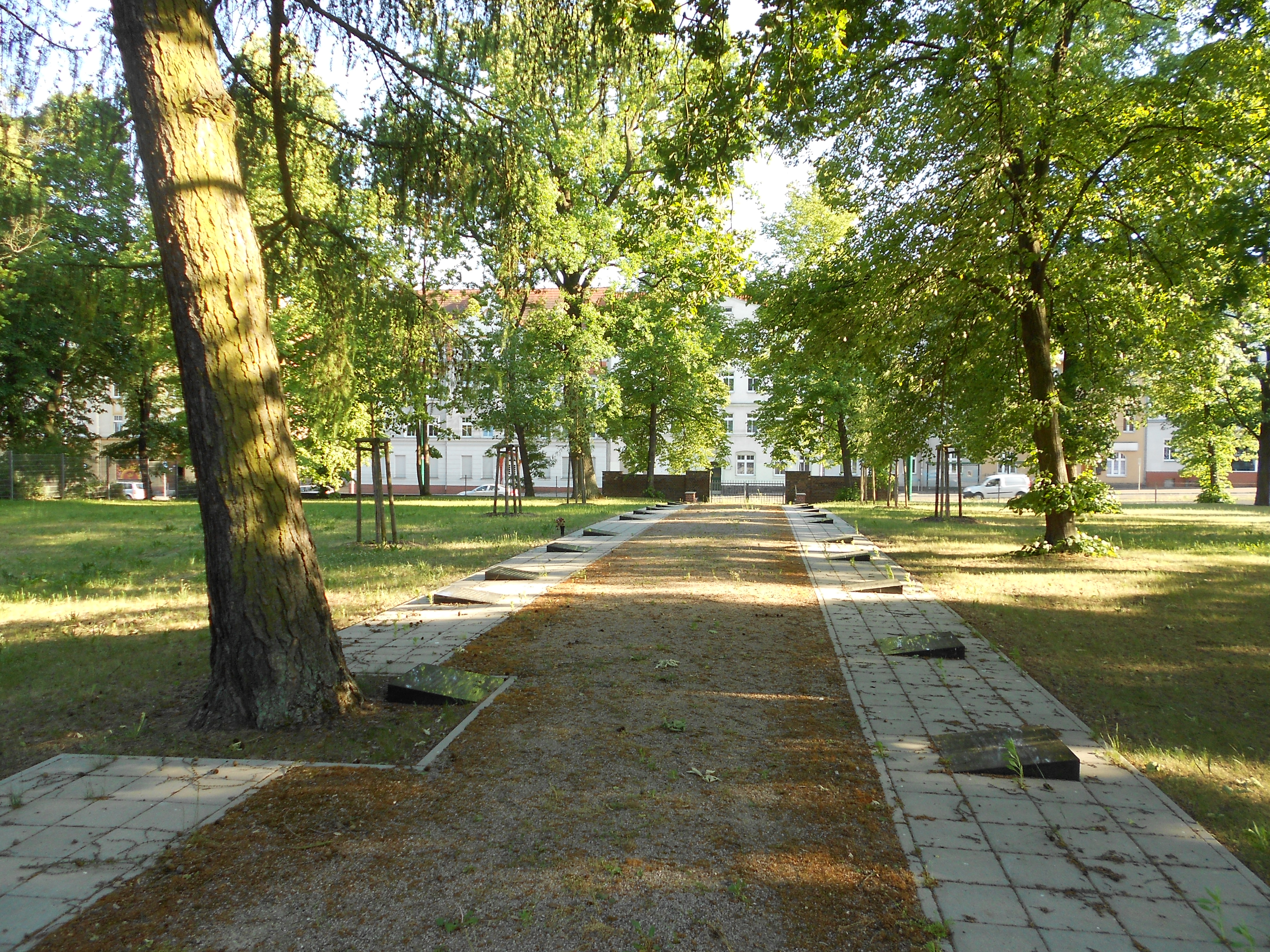
Hauptgang
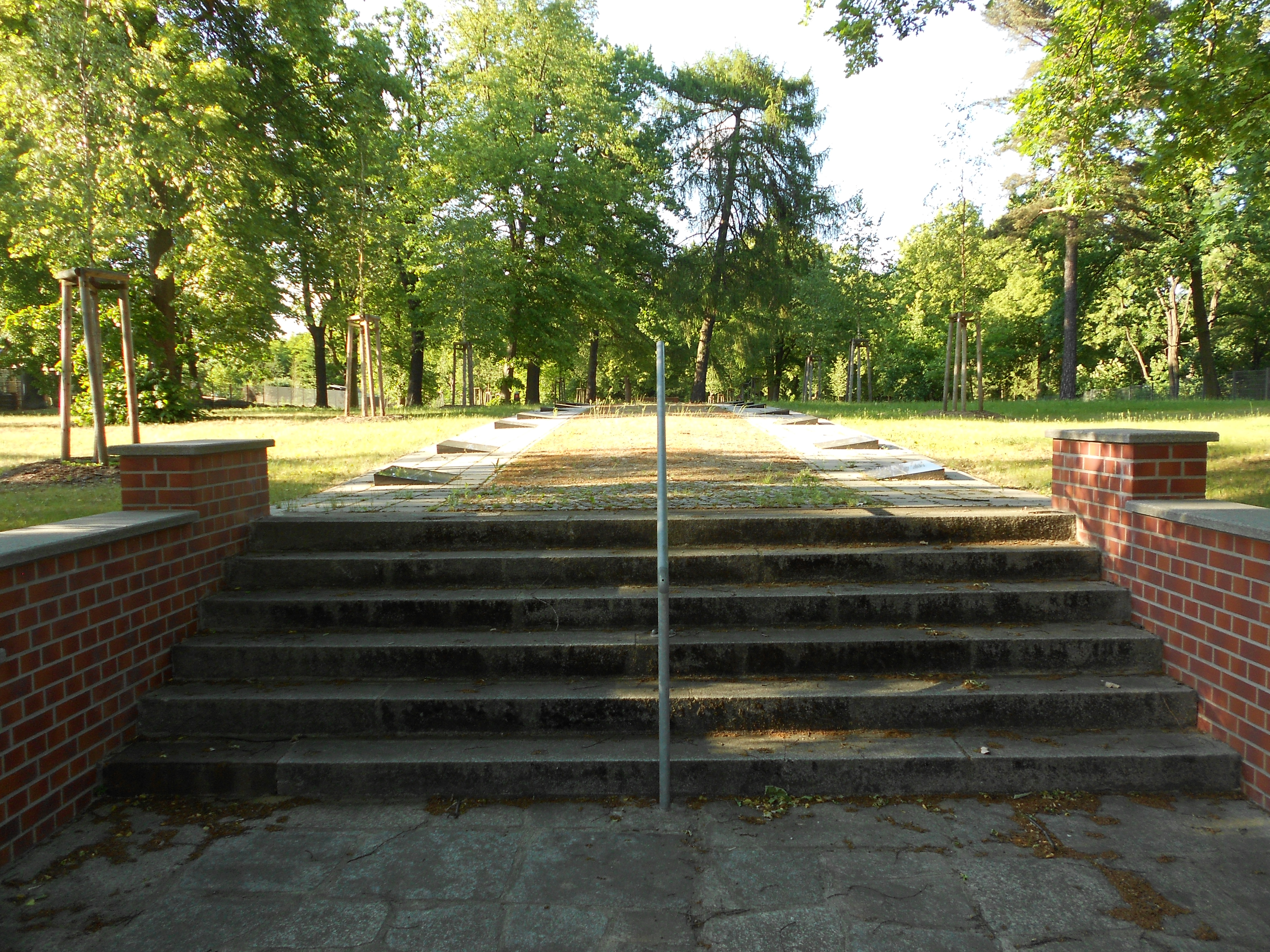
Rekonstruierte Treppe am Eingang

Die Namen aller Toten auf dem Garnisonsfriedhof

Der gesamte Friedhof ist ähnlich einer Parkanlage ausgelegt. Die großen Laubbäume blieben stehen, es wurden zusätzlich junge Birken gepflanzt. Die ehemals etwa zwei Meter hohe Umfassungsmauer wurde bis auf den Eingangsbereich durch einen Metallzaun ersetzt. Der Friedhof ist der Öffentlichkeit zugänglich.